# آواز (فیلم ۲۰۱۶)
آواز یا مسابقه آوازخوانی (انگلیسی: Sing) یک پویانمایی رایانه‌ای سه‌بعدیِ موزیکال کمدی ساختهٔ ایلومینیشن اینترتینمنت است که در سال ۲۰۱۶ منتشر شد. قسمت دوم این فیلم در سال ۲۰۲۱ اکران شد.

## خلاصه داستان
در جهان حیوانات انسان‌نما، یک کوالای خوش بین (متیو مک کانهی) به نام باستر مون، صاحب یک سالن اجرای موسیقی است و در آرزوی این است که از این طریق صاحب درآمدی زیادی شود؛ زیرا اولین بار که در کودکی با پدرش به یک اجرای موسیقی رفته بودند، علاقه زیادی در او ایجاد شد.
در مواجهه با مشکلات مالی، باستر به دوستش ادی نودلمن (جان سی ریلی) می‌گوید که او یک مسابقه آواز برگزار خواهد کرد. دستیار باستر، خانم کراولی، چشم مصنوعی اش را گم می‌کند و همین امر باعث می‌شود تا به اشتباه خانم کراولی جایزه ۱۰۰۰ دلاری این مسابقه را با دو صفر اضافه، ۱۰۰۰۰۰ دلار تعیین کند و آگهی‌های مسابقه قبل از اینکه بررسی شوند، از دفتر باستر به بیرون درز می‌کنند.
حیوانات با دیدن این آگهی، از تمامی شهر برای شرکت در مسابقه انتخابی جمع می‌شوند. یک خوک اهلی خانه‌دار و مادر ۲۵ بچه به نام رزیتا (ریس ویترسپون)، یک موش اجراکننده خیابانی به نام مایک (ست مک فارلن)، یک گوریل گانگستر به نام جانی (تارون اگرتون)، یک جوجه تیغی در سبک پانک راک به نام اش (اسکارلت جوهانسون) و یک فیل نوجوان به نام مینا (توری کلی) برای مسابقه انتخاب می‌شوند

## بازیگران
- متیو مک‌کانهی
- ریس ویترسپون
- ست مک‌فارلن
- توری کلی
- جان سی ریلی
- تارون اگرتون
- اسکارلت جوهانسون